# Phaonia laminidenta
Phaonia laminidenta är en tvåvingeart som beskrevs av Xue och Xiaolong Cui 1997. Phaonia laminidenta ingår i släktet Phaonia och familjen husflugor. Inga underarter finns listade i Catalogue of Life.